# Tvin Moumjoghlian
Tvin Carole Moumjoghlian (né le 23 juillet 1989 à Bourj Hammoud) est une pongiste libanaise.

## Carrière

### Débuts
Tvin commence le tennis de table à l'âge de neuf ans. Elle est la fille de Raffi Moumjoghlian, grand pongiste libanais.

### Professionnel
Elle participe à l'Universiade d'été de 2011, étant scolarisé à l'université américaine de Beyrouth. Néanmoins, lors de cette compétition, elle est éliminée dès la phase de groupes. Lors des Jeux asiatiques de 2010, elle s'incline en seizième de finale contre Park Mi-young. Elle remporte sa première médaille, lors des Jeux panarabes de 2011 en remportant la médaille de bronze en équipe.
Après avoir remporté un tournoi de qualification pour la zone Asie de l'est, elle participe aux Jeux olympiques d'été de 2012. Elle se fait éliminer sèchement dès le tour préliminaire par la Camerounaise Sarah Hanffou.